# Soszyczno
Soszyczno (ukr. Сошичне) – wieś na Ukrainie w rejonie koszyrskim obwodu wołyńskiego.
Znajduje tu się przystanek kolejowy Soszyczno, położony na linii Kowel – Kamień Koszyrski.

## Historia
Pod koniec XIX w. wieś w gminie Soszyczno, w powiecie kowelskim.